# 谷川ゆかり
谷川 ゆかり（たにかわ ゆかり、1977年2月22日 - ）は、日本のプロダーツ選手。

## 来歴
岐阜県岐阜市で生まれる。
1996年、建設経理事務をしながら、広告代理店を実姉と起業。
2007年、ダーツ活動に打ち込むため実姉とダーツカフェキューを起業。
2014年、両親の看病のためダーツカフェを閉店し香川県へ移住。
2019年のソフトダーツプロツアージャパンランキングは237位。

## 主な戦績
- 2007年 優勝1回 burn.ladies予選優勝
- 2008年 優勝1回 burn.ladies決勝準優勝
- 2009年 3位 2回
- 2010年 優勝3回 準優勝3回 3位9回
- 2011年 優勝4回 準優勝3回 3位2回
- 2012年 優勝2回 準優勝1回
- 2013年 優勝1回 準優勝1回